# Erwan Chartier

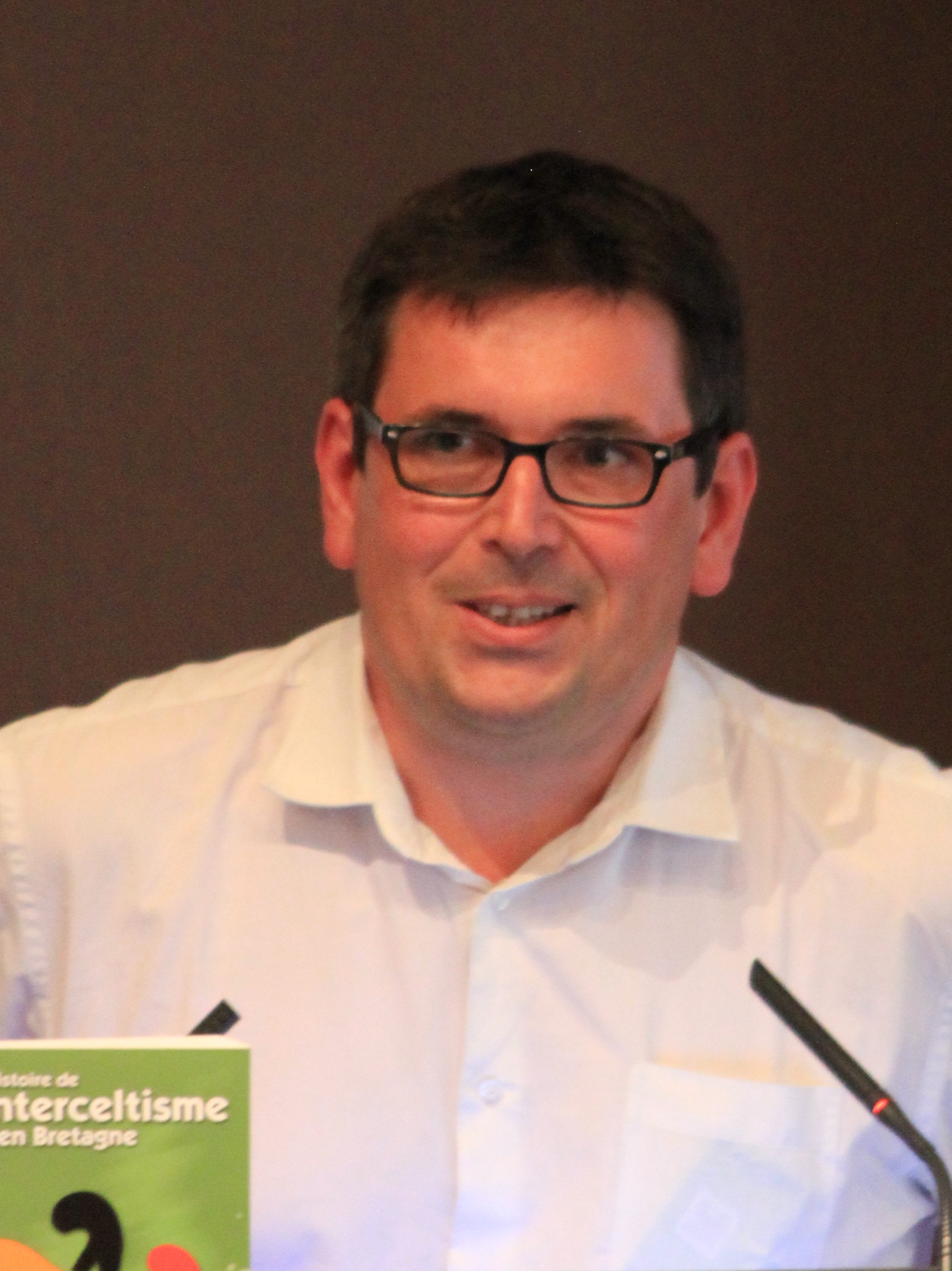
Erwan Chartier (2013)

Erwan Chartier, noto come Erwan Chartier-Le Floch (1972), è un giornalista, scrittore e storico francese, specializzato in storia della Bretagna e regionalismo.

## Biografia
Ha trascorso la sua infanzia a Guingamp, prima di frequentare la scuola secondaria presso il liceo navale di Brest. Nel 1994 si è diplomato all'Istituto di Studi Politici di Aix-en-Provence, titolare di un Master in Giornalismo dall'Istituto di Studi Politici di Rennes, nel 2011, di un Master in libro e professioni editoriali dall'università della Bretagna Occidentale e dottore in studi celtici dall'università di Rennes 2 (2010). È il cugino di Loïk Le Floch-Prigent, ex capitano d'industria e pronipote del poeta bretone, Maodez Glanndour.

### Giornalismo
Dopo diverse esperienze nella stampa, alla fine del 1999 entra a far parte della rivista ArMen. Ha ricoperto la carica di redattore e poi di segretario di redazione. Ha lasciato l'azienda nel 2012 dopo aver scritto più di duecento articoli sulla rivista, tra cui diverse dozzine di dossier. Per quindici anni ha viaggiato in Bretagna e nei paesi celtici come giornalista. Collabora regolarmente alle pagine di Histoires de Bretagne nell'edizione domenicale del quotidiano Le Télégramme . Ha scritto diverse dozzine di articoli storici per questo giornale. Nel 2015 ha pubblicato una Histoire de Bretagne en 100 dates (Storia della Bretagna in 100 date) ampiamente alimentata da questo lavoro giornalistico .
Vari quotidiani e riviste (la Marseillaise, Ouest-France, Pays de Bretagne, Hopala !…) ha accolto con favore anche i suoi contributi. Dal 2013 collabora ora per Bretagne Magazine, in particolare per articoli storici e per la rivista Bretons. È stato membro del sindacato dei giornalisti della stampa sportiva francese e dell'associazione dei giornalisti storici.
Nel 2014, con altri due giornalisti (Valérie Le Nigen e Christian Gouerou), ha pubblicato un'inchiesta sulla politica in Bretagna: Un Modèle politique breton ? (Un modello politico bretone?), edito dalla Coop Breizh . Ha anche scritto la biografia dell'ex sindaco di Plonévez-du-Faou, Jean Hourmant, ex combattente della resistenza, attivista di protesta per la difesa dei piccoli commercianti e artigiani o per lo sviluppo della Bretagna centrale, in particolare le doppie corsie della strada statale RN164.
All'inizio del 2018 ha assunto la direzione del quotidiano Le Poher, mentre lavorava a un nuovo progetto settimanale che copriva la Bretagna storica: Il giornale della Bretagna . Il primo numero è apparso il 17 aprile 2019. La pubblicazione è stata sospesa a giugno 2019 dopo 9 numeri.

### Ricerca

#### Archeologia
Negli anni '90 ha partecipato a numerosi scavi archeologici, in particolare nel sito gallico di Paule e nel castello del Guildo. Ha effettuato due inventari di prospezione sui castelli fortificati del Trégor e Cornovaglia. Per quasi dieci anni ha riferito sui siti archeologici in Bretagna per la rivista ArMen. È co-direttore del libro Archéologie en centre Bretagne con Yves Menez e Thierry Lorho, pubblicato nel maggio 2015.

#### Regionalismo, movimenti bretoni, fenomeni nazionali
Ha scritto diversi libri e articoli sui movimenti politici regionalisti o separatisti, in Bretagna o in Europa. Le sue indagini si basano su numerose interviste con attivisti o specialisti di questi movimenti.
Con Ronan Larvor, giornalista di Le Télégramme, Erwan Chartier ha condotto due inchieste, una sui movimenti politici bretoni, l'altra sui partiti regionalisti e separatisti in Francia. Con Alain Cabon, ha scritto un'inchiesta sui movimenti clandestini bretoni nel 2006. A lui si devono anche opere storiche e diverse biografie di personalità "regionaliste" bretoni (Gilles Servat, Jean-Yves Cozan , tra cui un saggio su Morvan Lebesque che vinse il Premio degli scrittori bretoni e quello degli scrittori dell'Occidente nel 2007 .
Ha studiato anche gli elementi che possono alimentare questi movimenti come la cultura o il calcio  .

#### Mondi celtici
Ha svolto diversi lavori di ricerca sui mondi celtici, alimentati dai rapporti e dalle indagini effettuate regolarmente in questi paesi. Collabora regolarmente al supplemento della rivista Celtes de Bretagne  . Si interroga in particolare sulla particolarità e l'identità dei paesi celtici e sulle solidarietà e i legami che hanno potuto svilupparsi in una prospettiva europea.
Ricercatore associato presso il Centre de recherche bretonne et celtique (CRBC, sede di Rennes), nel settembre 2010 ha discusso una tesi di studi celtici dal titolo La costruzione dell'interceltismo in Bretagna, dalle origini a oggidi. prospettiva storica e politica. Questo lavoro è stato pubblicato con il titolo Histoire de l'interceltisme en Bretagne, dalla Coop Breizh, nel 2013. Spiega che l'interceltismo,
Nel 2014 ha pubblicato con Mikael Bodlore-Penlaez e Divi Kervella, un'opera bilingue, l'Atlas des mondes celtes / Atlas ar bed keltiek (l'Atlante dei mondi celtici).

### Docente universitario
Dal 2012 è docente per il Diploma in Celtic Studies presso l'Università di Rennes 2. È membro del gruppo di ricerca universitario Ermine e ricercatore associato presso il Centre de recherche bretonne et celtique (CRBC, sede di Rennes).

### Editore
Tra il 2012 e il 2017 diventa direttore editoriale della Coop Breizh (Spézet) che pubblica una cinquantina di titoli all'anno . Ha curato più di cento libri e scrittori come Jean Bothorel, Philippe Carrer, Roger Faligot, Hervé Jaouen, Patrick Galliou, Patrick Mahé, Bernard Merdrignac, Frédéric Morvan, Loïk Le Floch-Prigent, Mona Thomas... Ha pubblicato dieci suoi lavori in questa casa editrice tra il 2004 e il 2016.

## Pubblicazioni

### Lavori
- Saggi, opere storiche
  - La question bretonne : enquête sur les mouvements politiques bretons (La questione bretone : indagine sui movimenti politici bretoni), An Here, 2002, con Ronan Larvor (ISBN 978-2-86843-263-6)
  - La France éclatée? Enquête sur les mouvements régionalistes, autonomistes et indépendantistes en France (La Francia è esplosa? Inchiesta sui movimenti regionalisti, autonomisti e indipendentisti in Francia), Coop Breizh, 2004, con Ronan Larvor (ISBN 978-2-84346-203-0)
  - Le dossier FLB, plongée chez les clandestins bretons (Il file FLB, tuffandosi nei clandestini bretoni), Coop Breizh, 2006, avec Alain Cabon (ISBN 978-2-84346-296-2)
  - Histoire de l'interceltisme en Bretagne (Storia dell'interceltismo in Bretagna), Coop Breizh, 2013, 456 pp.
  - Un Modèle politique breton ? Enquêtes, analyses, entretiens, portraits (Un modello politico bretone ? Indagini, analisi, interviste, ritratti), Coop Breizh, 2014, con Nono, Valérie Le Nigen, Christian Gouerou (ISBN 978-2-84346-642-7)
  - Atlas des mondes celtiques / Atlas ar bed keltiek (l'Atlante dei mondi celtici) con Mikael Bodlore-Penlaez & Divi Kervella, Coop Breizh, 2014 (ISBN 978-2-84346-693-9)
  - Histoire de Bretagne en cent dates (Storia della Bretagna in cento date), Coop Breizh, 2015 (ISBN 978-2-84346-667-0)
  - Clichés armoricains (1870-1950), Une Bretagne pittoresque et insolite (Quadri armoricani (1870-1950), Una Bretagna pittoresca e insolita), Coop Breizh, 2017 (ISBN 978-2-84346-822-3).
- Biografie
  - Gilles Servat : portrait (Gilles Servat: Ritratto), Coop Breizh, 2006 (ISBN 978-2-84346-295-5)
  - Jean-Yves Cozan, l'homme à l'écharpe blanche (Jean-Yves Cozan, L'uomo dalla sciarpa bianca), Coop Breizh, 2005 (ISBN 2-84346-263-0)
  - Morvan Lebesque (1911-1970), le masque et la plume d'un intellectuel en quête de Bretagne (Morvan Lebesque (1911-1970), la maschera e la penna di un intellettuale alla ricerca della Bretagna), Coop Breizh, 2007 (ISBN 978-2-84346-305-1)
  - Jean Hourmant, mémoires d'un irréductible breton (Memorie di un irriducibile bretone), Coop Breizh, 2016.
- Paesi bretoni
  - Le Trégor, Bro Dreger (Il Trégor, Bro Dreger), Georama, 2011, fotografie di Jean-Yves Guillaume (ISBN 978-2-915002-44-7)
  - Saint-Malo au vent de l'Histoire (Saint-Malo sui venti storici), Coop Breizh, 2013 (ISBN 978-2-84346-611-3)
  - Le Goëlo, Paimpol, Bréhat et autres merveilles (Le Goëlo, Paimpol, Bréhat e altre meraviglie), Géorama, 2018, fotografie di Hervé Ronné (ISBN 9791096216222).
  - Carhaix, arrêt sur images, Karaez gwechall (Carhaix, fermo immagine, Karaez gwechall), con Paul Le Coq, Editions des Montagnes Noires, 2018 (ISBN 9791097073343).
- Vari
  - Supporters de l'En-Avant Guingamp, le manuel officieux (Tifosi "En-Avant Guingamp", il manuale non ufficiale), con Régis Delanoë, disegni di J-Phy e Eudes, Editions du coin de la rue, 2018 (ISBN 9791096883066).
- Cura
  - Carhaix : deux mille ans d'histoire au cœur de la Bretagne (Carhaix: duemila anni di storia nel cuore della Bretagna), Fitamant, 2005 (ISBN 978-2-916264-01-1)
  - Archéologie en centre Bretagne (Un'archeologia nella Bretagna centrale), a cura di Yves Menez e Thierry Lorho, Coop Breizh, 2015 (ISBN 978-2-84346-590-1).